# Anton (Bulgarie)
Anton (bulgare : Антон) est un village de l'ouest de la Bulgarie situé dans l'oblast de Sofia.

## Géographie
Anton est situé est située dans l'ouest de la Bulgarie, à 89 km à l'est de la capitale Sofia. Il est le chef-lieu et seule localité de la municipalité d'Anton.
Il est situé dans une vallée de montagne, entre les massif du Grand Balkan au nord et Sachtinska Sredna Gora au sud.

## Galerie

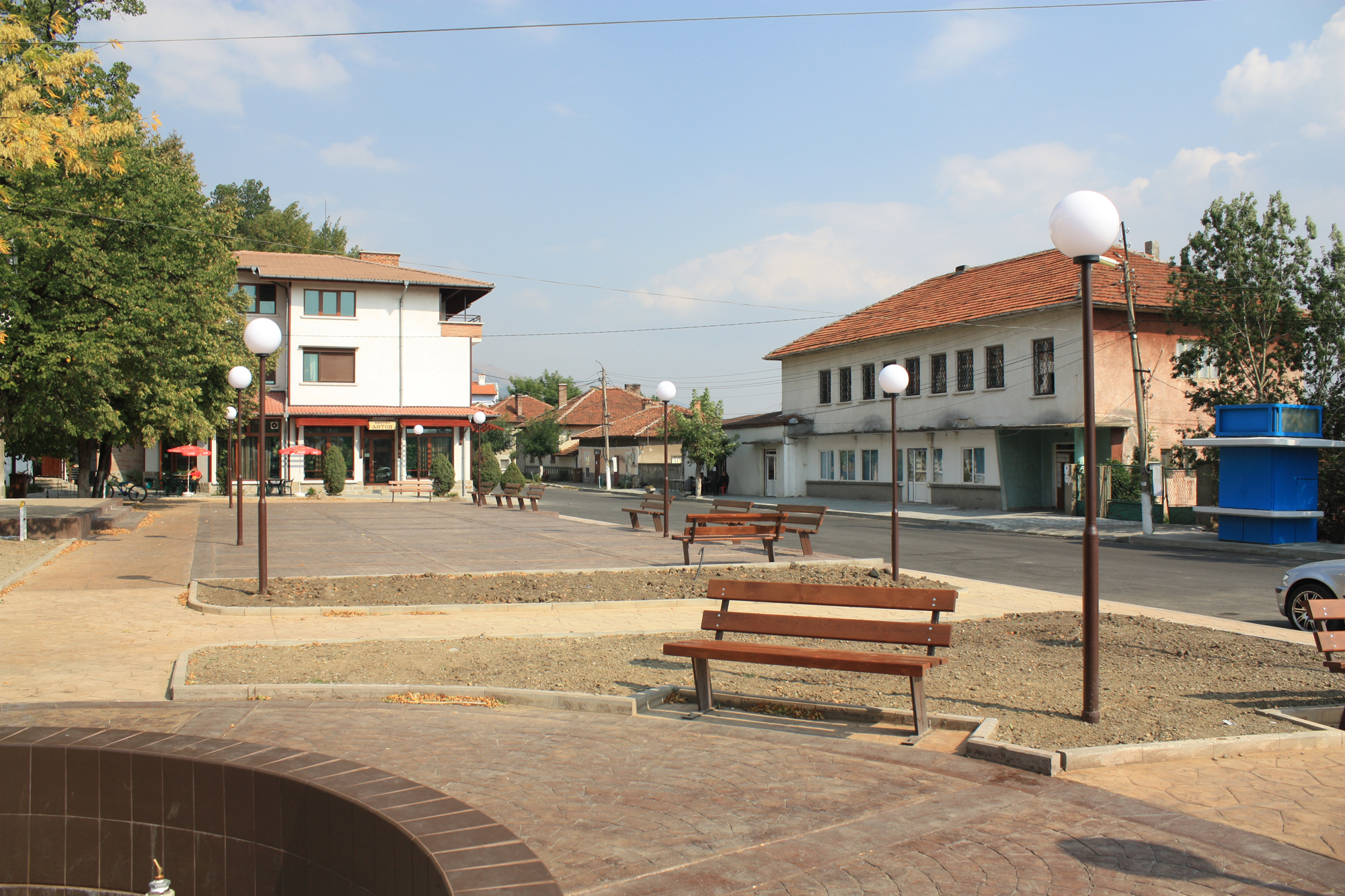
La place centrale
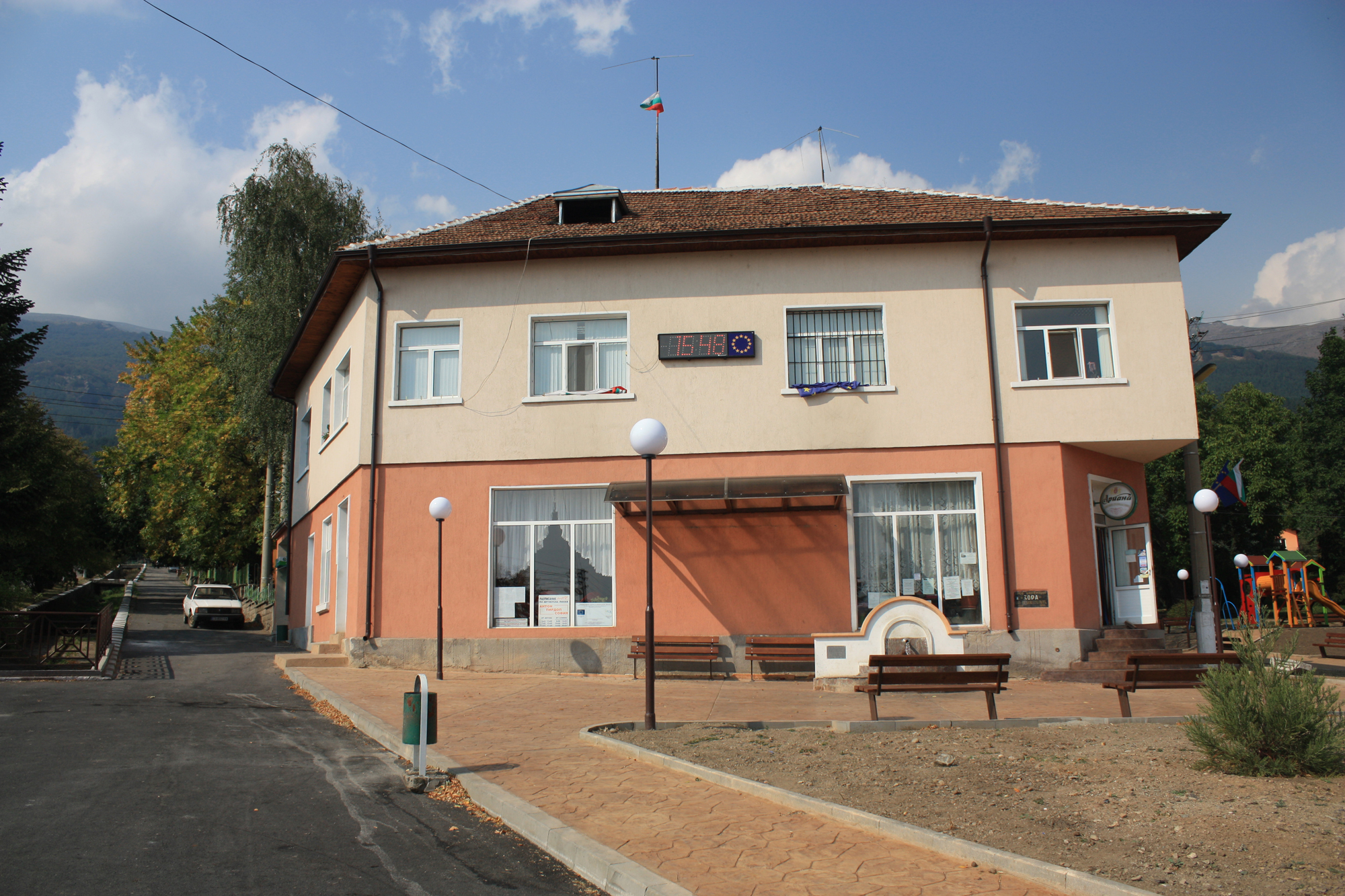
La mairie
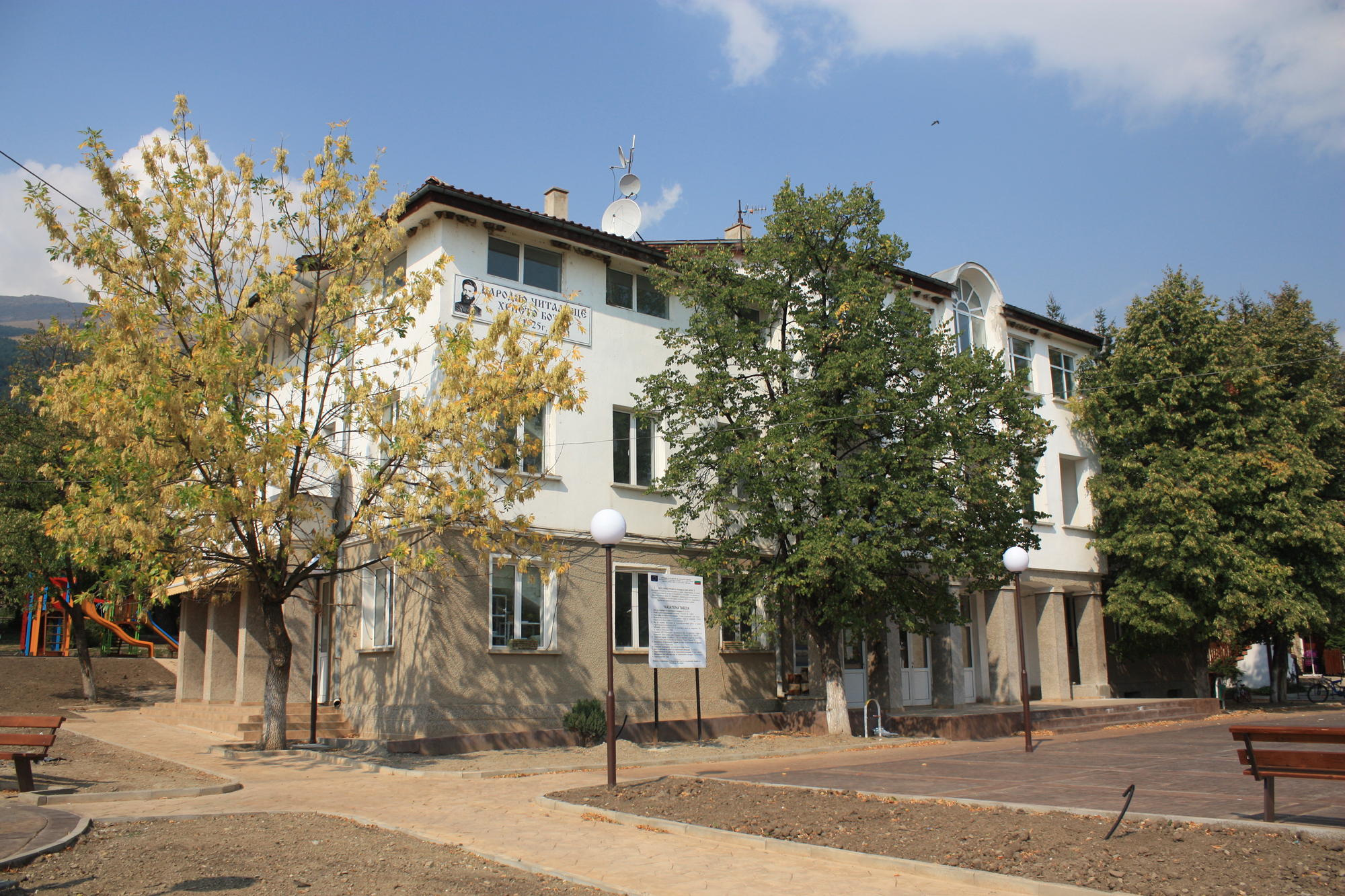
Le Tchitalichté Hristo Botév
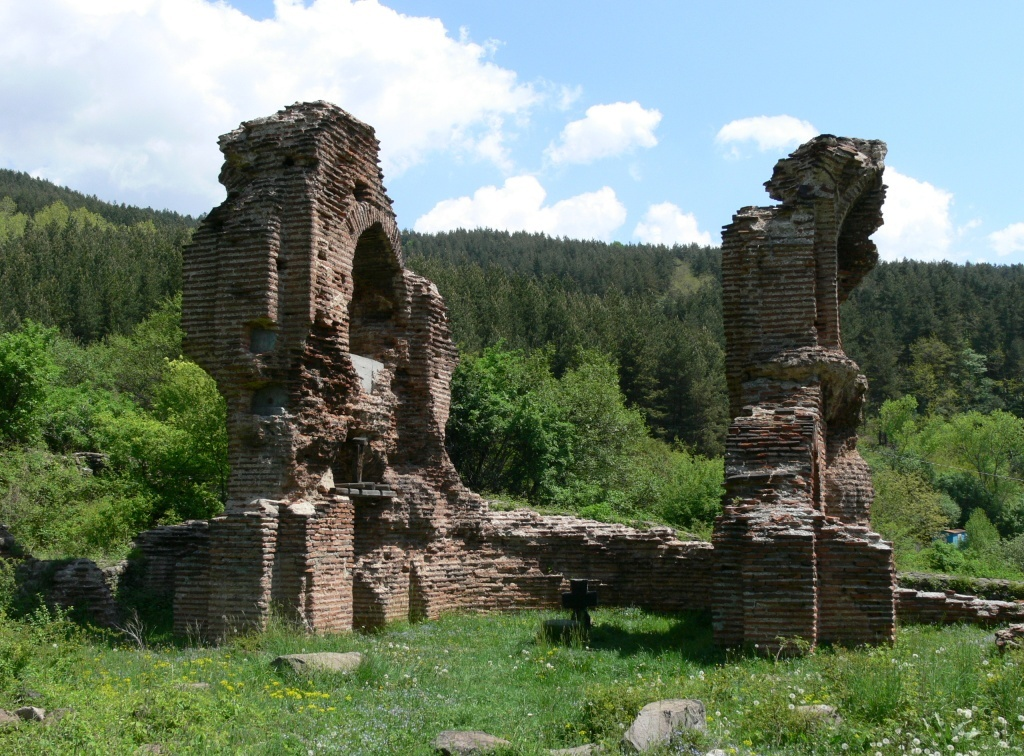
Les ruines de la basilique du IVe siècle
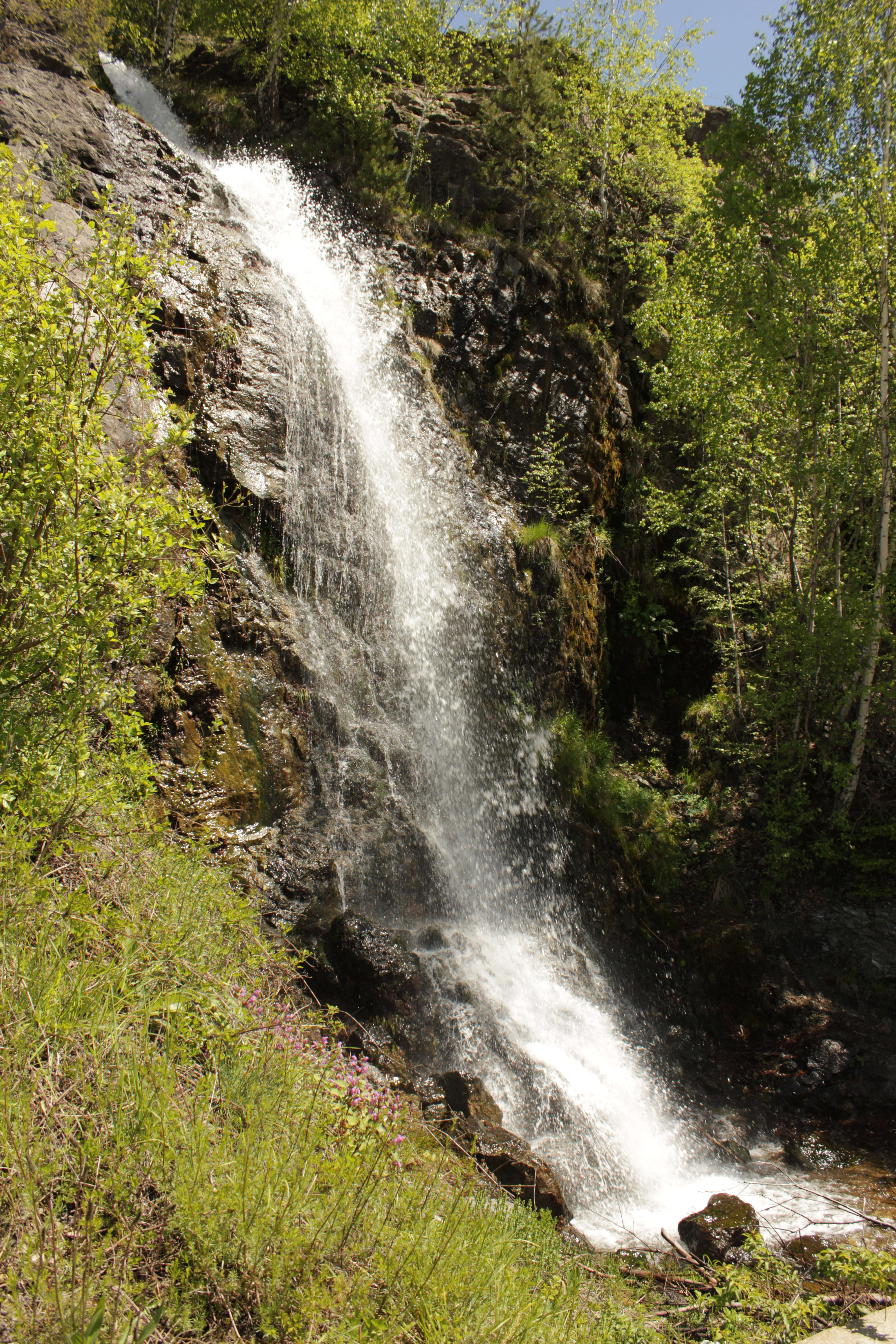
La cascade du Papillon (Pépéroudata)au bord de la route E871